# Magnus Jernemyr
Magnus Jernemyr (Upsália, 18 de julho de 1976) é um handebolista profissional sueco, medalhista olímpico.
Ele participou da Seleção Sueca, que conquistou a medalha de prata nos Londres 2012.